# Phyllis Haver

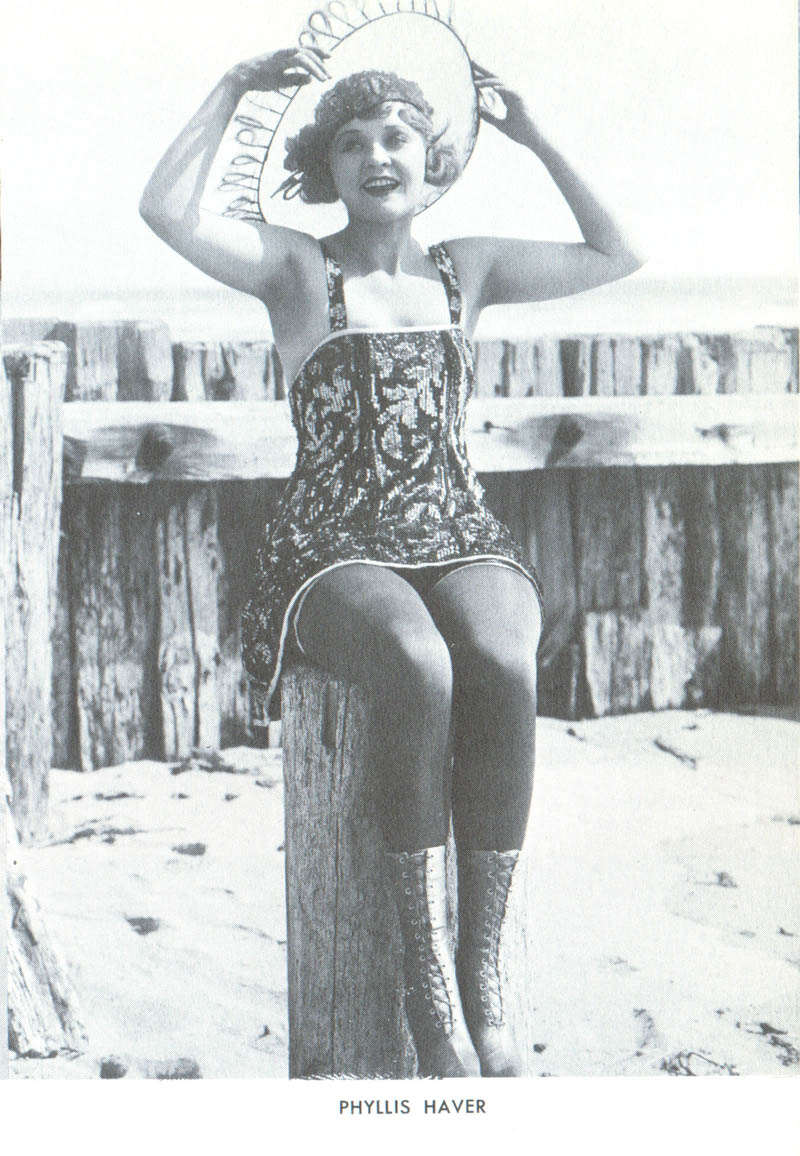
Phyllis Haver fotografiada por Mack Sennett en 1917

Phyllis Haver (6 de enero de 1899 – 19 de noviembre de 1960) fue una actriz cinematográfica estadounidense activa en la época del cine mudo.

## Biografía

### Inicios
Su nombre completo era Phyllis Maude Haver, y nació en Douglass, Kansas, siendo sus padres James Hiram Haver (1872-1936) y Minnie Shanks Malone (1879-1949). Era todavía joven cuando la familia se mudó a Los Ángeles, California. En dicha ciudad Haver estudió en el Los Angeles Polytechnic High. Tras graduarse tocó el piano para acompañar las proyecciones de cine mudo que se llevaban a cabo en salas de la ciudad.

### Carrera
Haver pasó una prueba para el productor de comedias Mack Sennett, que la contrató para ser una de las originales Sennett Bathing Beauties (Bellezas Bañistas de Sennett). A los pocos años ella ya era primera actriz en diferentes producciones de los Estudios Sennett.
Más adelante, contratada por DeMille-Pathé, Haver encarnó a Roxie Hart en el film Chicago (1927), trabajando junto al actor húngaro Victor Varconi, siendo su interpretación muy alabada por la crítica.
Otras películas suyas fueron The Battle of the Sexes (1928), dirigida por D. W. Griffith, y Thunder (1929), interpretada por Lon Chaney. Haver se retiró del cine tras haber rodado únicamente dos cintas sonoras.

### Vida personal
En 1929 se casó con el millonario William Seeman, presidiendo la ceremonia el alcalde de Nueva York Jymmy Walker, en casa del dibujante Rube Goldberg. La pareja se divorció en 1945.
Una vez retirada, Haver fue a vivir a Sharon, Connecticut, donde se suicidó por sobredosis de barbitúricos en 1960, a los 61 años de edad. No dejó descendencia. Fue enterrada en el Cementerio Grassy Hill, en Falls Village (Connecticut).

## Selección de su filmografía
- 1916 : Sunshine, de Edward F. Cline
- 1917 : A Janitor's Vengeance, de Charles Avery
- 1917 : The Pullman Bride, de Clarence G. Badger
- 1917 : A Prairie Heiress
- 1918 : It Pays to Exercise, de F. Richard Jones y Hampton Del Ruth
- 1918 : Whose Little Wife Are You?, de Edward F. Cline
- 1919 : The Foolish Age, de F. Richard Jones
- 1920 : Love, Honor and Behave!, de F. Richard Jones y Erle C. Kenton
- 1921 : A Small Town Idol, de Mack Sennett y Erle C. Kenton
- 1921 : Love and Doughnuts, de Roy Del Ruth
- 1922 : Step Forward, de William Beaudine, F. Richard Jones y Gus Meins
- 1923 : The Bolted Door, de William Worthington
- 1923 : The Balloonatic, de Buster Keaton y Edward F. Cline
- 1923 : The Temple of Venus, de Henry Otto
- 1923 : The Christian, de Maurice Tourneur
- 1924 : The Snob, de Monta Bell
- 1924 : The Perfect Flapper, de John Francis Dillon
- 1924 : Single Wives, de George Archainbaud
- 1924 : The Fighting Coward, de James Cruze
- 1924 : Singer Jim McKee, de Clifford Smith
- 1924 : The Midnight Express, de George W. Hill
- 1924 : So Big, de Charles Brabin
- 1925 : The Golden Princess, de Clarence G. Badger
- 1925 : New Brooms, de William C. deMille
- 1925 : After Business Hours, de Malcolm St. Clair
- 1926 : Fig Leaves, de Howard Hawks
- 1926 : Tres hombres malos, de John Ford
- 1926 : The Caveman, de Lewis Milestone
- 1926 : Don Juan, de Alan Crosland
- 1926 : Up in Mabel's Room, de E. Mason Hopper
- 1926 : What Price Glory?, de Raoul Walsh
- 1927 : The Fighting Eagle, de Donald Crisp
- 1927 : Chicago, de Frank Urson
- 1927 : The Rejuvenation of Aunt Mary, de Erle C. Kenton
- 1927 : El destino de la carne, de Victor Fleming
- 1928 : Sal of Singapore, de Howard Higgin
- 1928 : The Battle of the Sexes, de D. W. Griffith
- 1929 : The Office Scandal, de Paul L. Stein
- 1929 : Thunder, de William Nigh
- 1930 : She Couldn't Say No, de Lloyd Bacon

## Galería fotográfica

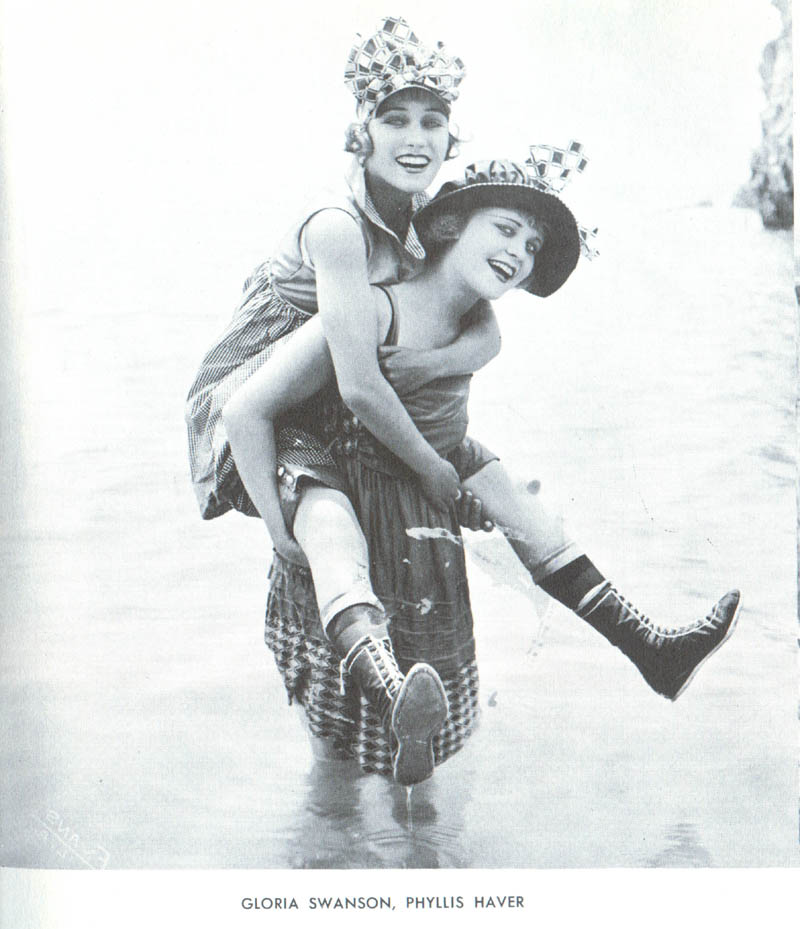
Llevando a Gloria Swanson (1917)
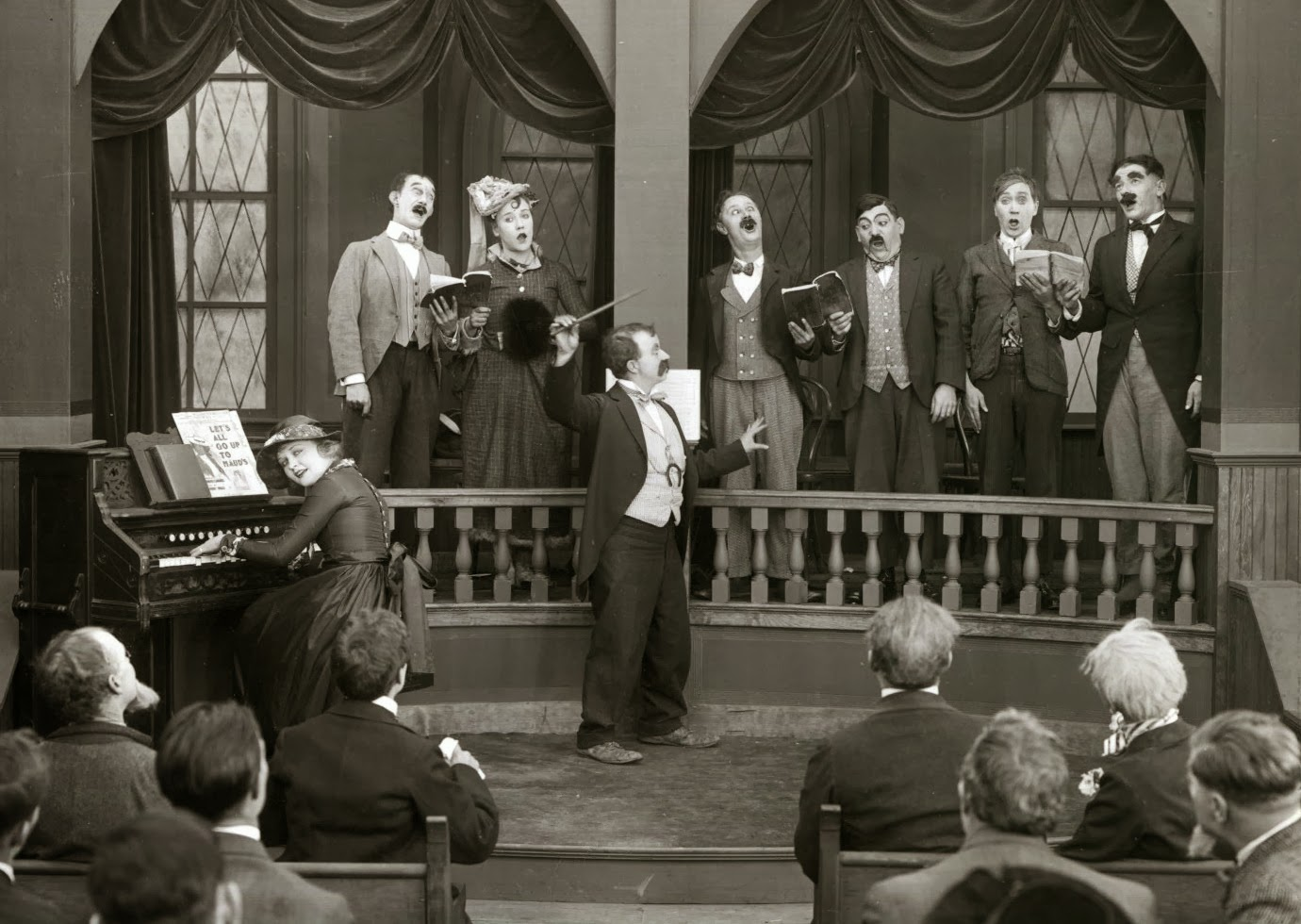
De izq. a der., sobre las tablas: Phyllis Haver, James Finlayson, Louise Fazenda, Chester Conklin, Ben Turpin, Charles Lynn, Paddy McGuire y Garry Odell
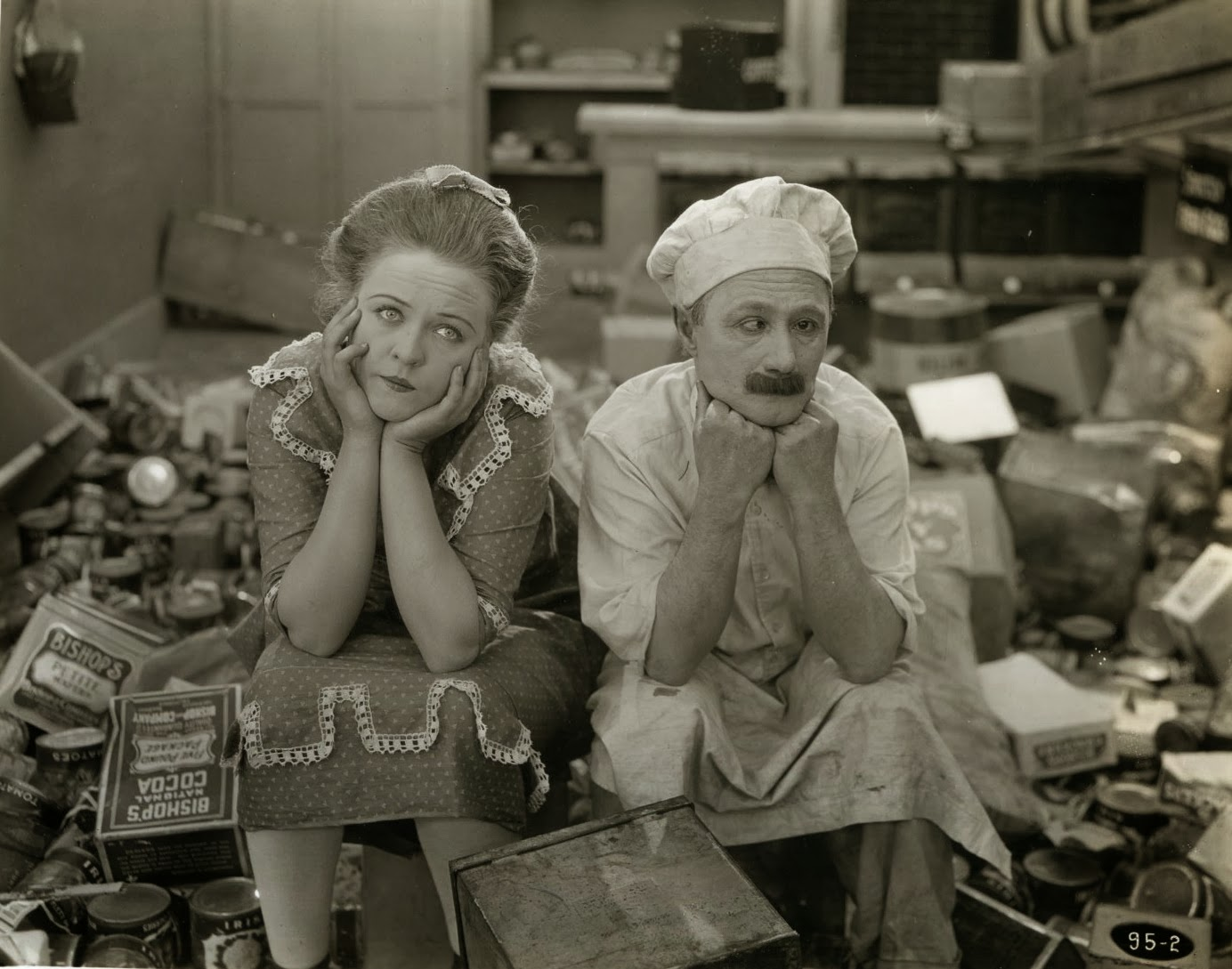
Con Ben Turpin en Love and Doughnuts (1921)
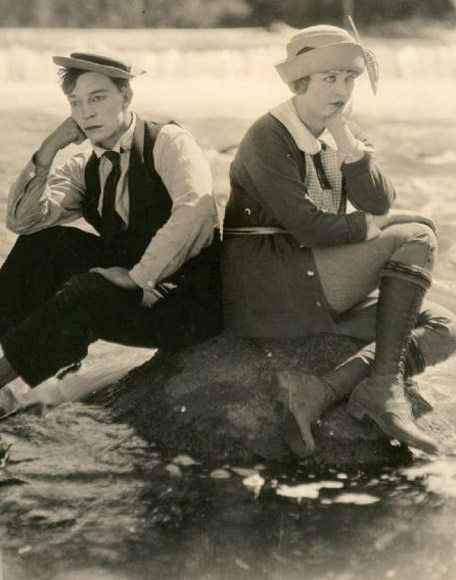
Con Buster Keaton en The Balloonatic (1923)
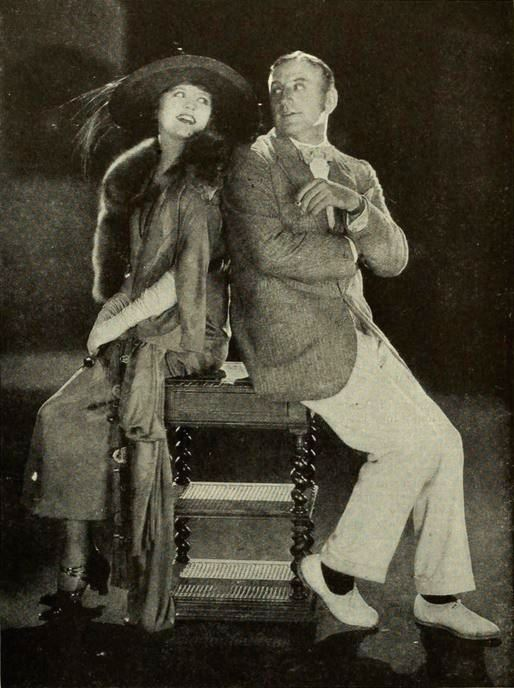
Con Maurice Tourneur en el rodaje de The Christian (1923)